# Convolvulus leiocalycinus
Convolvulus leiocalycinus är en vindeväxtart som beskrevs av Pierre Edmond Boissier. Convolvulus leiocalycinus ingår i släktet vindor, och familjen vindeväxter. Utöver nominatformen finns också underarten C. l. glaber.